# Stratford, Iowa
Stratford är en ort i Hamilton  County i delstaten Iowa, USA.